# Mali Radinci
Mali Radinci (srbsky Мали Радинци) jsou vesnice v západní části Srbska, administrativně spadající pod opštinu Ruma ve Sremském okruhu. Vesnice se nachází východně od města Ruma. V roce 2011 zde žilo 541 obyvatel, počet obyvatel vsi od roku 1961 je víceméně stabilní. Obyvatelstvo je zde většinově srbské národnosti (84 %), nejpočetnější národnostní menšinou jsou zde Maďaři.
Vesnice vznikla na dvou potocích, které vytékají z pohoří Fruška gora, rozkládající se několik kilometrů severním směrem. Vlivem členitého povrchu nevznikla jako řada okolních sídel s pravoúhlou uliční sítí. Její existence je zaznamenána na všech třech rakousko-uherských vojenských mapováních; lze předpokládat, že vznikla někdy před 18. stoletím. Do roku 1918 byla součástí Rakousko-Uherska a za druhé světové války potom fašistického Chorvatska.
Ve vesnici se nachází kostel svatého Mikuláše (srbsky Crkva svetog Nikole). Kostel vznikl v roce 1766 v barokním stylu.